# Александър Власов
Александър Алексеевич Власов (роден на 7 май 1986 г. в Даугавпилс) е латвийски футболист играещ във Вентспилс. Възпитаник е на ДЮСШ Даугавпилс № 1(Детско-юношеска спортна школа Даугавпилс № 1).

## Успехи

### Национални
- Латвийска висша лига
  -  Шампион (2): 2005, 2011
  -  Сребърен медалист (3): 2006, 2007, 2010
  -  Бронзов медалист (1): 2009
- Купа на Латвия
  -  Носител (2): 2006, 2011
  -  Финалист (1): 2005

### Международни
- Балтийска лига
  -  Шампион (2): 2007, 2010
  -  Финалист (1): 2011